# Schloss Mauerstetten

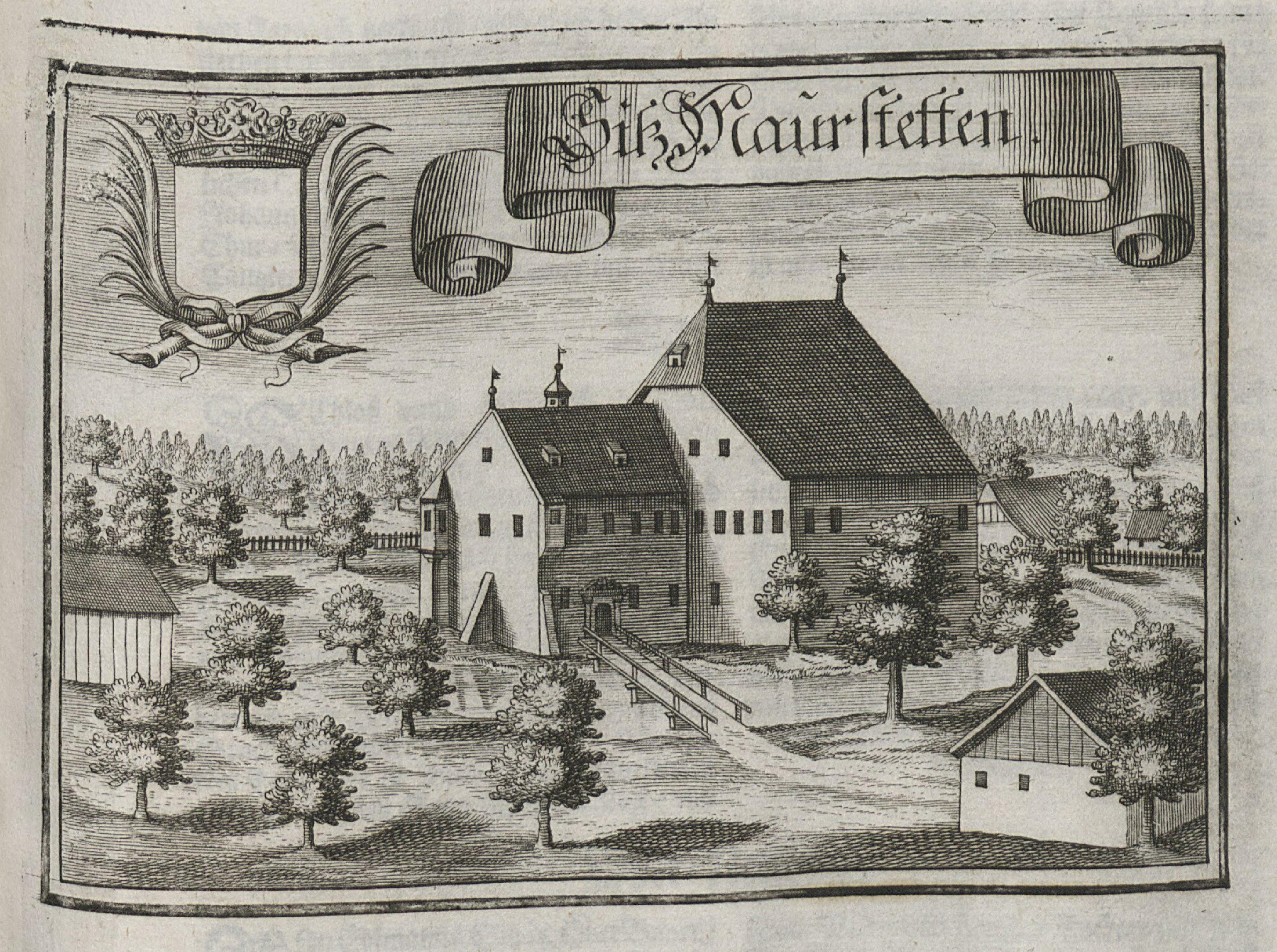
Sitz Mauerstetten um 1701 nach Michael Wening

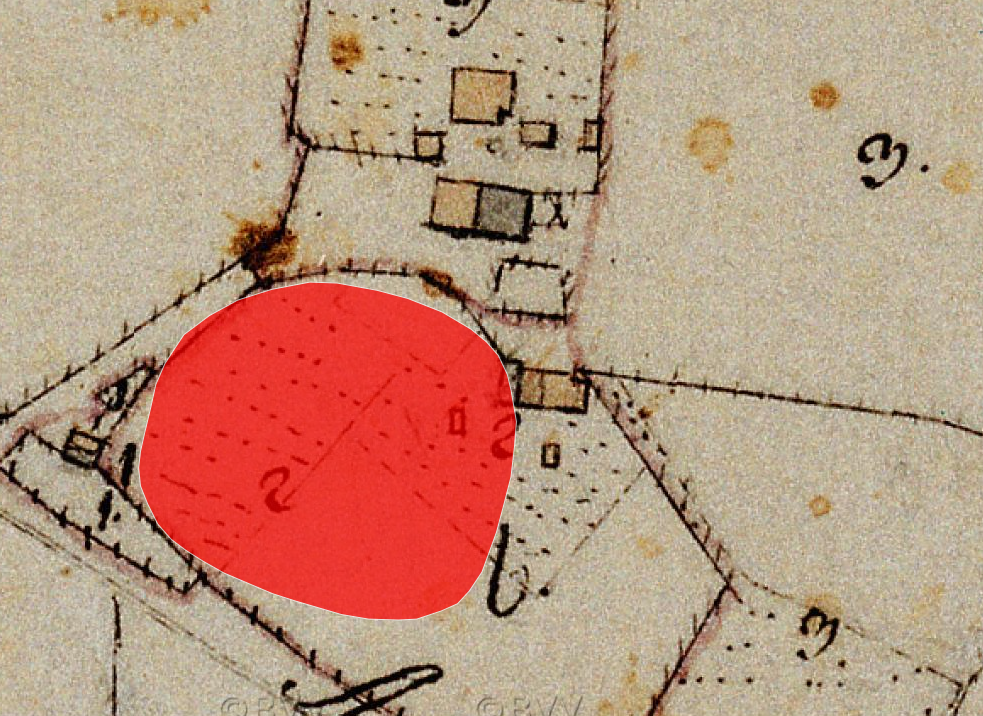
Lageplan von Schloss Mauerstetten auf dem Urkataster von Bayern

Schloss Mauerstetten war ein Schloss in Mauerstetten bei Anzing, einer Gemeinde im oberbayerischen Landkreis Ebersberg.

## Geschichte
1557 gehörte der Sitz Mauerstetten Friedrich Eßwurm, 1558 seiner Witwe. Die von Köck (Köckh, Kheckh, Keck) erhielten 1578 die Edelmannsfreiheit für Mauerstetten verliehen. Mauerstetten soll am 30. September 1780 von den Freiherren von Poisl an die Freiherren von Weichs verkauft worden sein. Später ist es die Familie von Heimhausen, die als Inhaber der Patrimonialgerichtsbarkeit angegeben wird, 1836 war dies Ferdinand Freiherr von Hornstein. Zum Sitz Mauerstetten gehörte auch der lehenbare Hof Frotzhofen, über den die Sitzinhaber auch die Jurisdiktion innehatten. Mit der Revolution von 1848 wurden alle adeligen Vorrechte aufgehoben.
Das abgegangene Hofmarkschloss wird als Bodendenkmal unter der Aktennummer D-1-7837-0142 im Bayernatlas als „abgegangenes Hofmarkschloss der frühen Neuzeit ("Sitz Mauerstetten")“ geführt.